# Čochtan
Čochtan je divadelní postava z české verze původně amerického muzikálu Divotvorný hrnec (autor Burton Lane), z původního irského skřítka jménem Og se v jeho české verzi stal jihočeský vodník Čochtan. Tuto postavu v letech 1947–1949 zpopularizoval spoluautor (s Jiřím Voskovcem) české úpravy tohoto muzikálu Jan Werich, který zde tuto postavu v Divadle Voskovce a Wericha (později ABC) a následně v Divadle Karlín také sám hrál. 
Z české úpravy muzikálu pochází jeden z Werichových nejznámějších divadelních dialogů — dialog vodníka Čochtana s dívenkou Káčou nazývaný Čochtan vypravuje (v původním představení Káču hrála a zpívala Soňa Červená). Tento dialog byl v roce 1951 nahrán jako součást rozhlasové divadelní hry (se Soňou Červenou), několikrát vydán na gramofonových deskách, později i na CD. V jedné verzi s ním vystupuje i jeho dcera Jana Werichová, na původní nahrávce byla po mnoho let skryta pod pseudonymem Jana Hálová. Jan Werich tuto scénku v mírně pozměněné podobě natočil několikrát i s dalšími partnerkami, např. se Zdenou Ptáčkovou nebo Jaroslavou Adamovou.
Tento populární dialog později hráli a prováděli i další čeští herci a komici, např. častý představitel vodníků Josef Dvořák, nebo Felix Holzmann. Postavu Čochtana dále například ztvárnil v Ústí nad Labem Josef Alois Náhlovský. V televizním pořadu Abeceda z roku 1985 se jako Čochtan předvedl Waldemar Matuška a Káča Jana Hlaváčová.